# Micromyrtus delicata
Micromyrtus delicata är en myrtenväxtart som beskrevs av Anthony R. Bean. Micromyrtus delicata ingår i släktet Micromyrtus och familjen myrtenväxter. Inga underarter finns listade i Catalogue of Life.